# Heptóxido de rênio
O heptóxido de (di)rênio ou óxido de rênio(VII) é o composto inorgânico com a fórmula química Re
2O
7
. Este sólido amarelo-esverdeado é o anidrido do ácido perrênico, HReO
4
. Re
2O
7
 é a matéria-prima para todos os compostos de rênio, sendo a fração volátil obtida na torrefação do minério hospedeiro.

## Estrutura
O Re
2O
7
 sólido consiste em centros de Re octaédricos e tetraédricos alternados. Ao ser aquecido, o sólido polimérico se quebra para dar Re
2O
7
 molecular (não polimérico). Esta espécie molecular se assemelha muito ao heptóxido de dimanganês, consistindo em um par de tetraedros ReO
4
 que compartilham um vértice, ou seja, O
3Re
–O–ReO
3
.

## Propriedades
O heptóxido de di-rênio é um sólido amarelo esverdeado intenso muito deliquescente, absorvendo prontamente água a partir da umidade do ar, com a qual reage produzindo ácido perrênico. Funde-se a 360,3°C; no entanto, o sólido sofre sublimação quando aquecido. É muito solúvel em água (com a qual reage), álcool, éter, acetato de etila, dioxano e piridina,, porém insolúvel em éter puro e tetracloreto de carbono. Diferentemente do homólogo mais leve Mn
2O
7
, o Re
2O
7
 é um agente oxidante muito mais suave e é quimicamente muito mais estável.

## Síntese e Reações
O óxido de rênio (VII) é formado quando o rênio metálico ou seus óxidos inferiores ou sulfetos são oxidados a 500–700 °C ao ar.
4Re + 7O
2 —> 2Re
2O
7
2ReO
2 + 3O
2 —> 2Re
2O
7
4ReS
2 + 11O
2 —> 2Re
2O
7 + 4SO
2
Re
2O
7
 é um óxido ácido e se dissolve em água com reação para dar ácido perrênico. Também reage com bases formando sais de perrenato.
Re
2O
7 + H
2O —> 2HReO
4
Re
2O
7 + 2KOH —> 2KReO
4 + H
2O
Heptóxido de rênio reage com ácido sulfídrico gasoso ou em solução precipitando heptassulfeto de dirrênio (Re
2S
7
) sólido marrom:
Re
2O
7 + 7H
2S —> Re
2S
7 + 7H
2O
O aquecimento de Re
2O
7
 a alta temperatura produz dióxido de rênio, ReO
2
, uma reação sinalizada pelo aparecimento da coloração azul escura:
2Re2O7  →  4ReO2 + 3O2
Usando tetrametilestanho, ele se converte em trióxido de metil-rênio ("MTO"), um catalisador para oxidações:
Re2O7  +  2Sn(CH3)4  → CH3ReO3  +  (CH3)3SnOReO3
Em uma reação relacionada, ele reage com hexametildisiloxano para dar o silóxido:
Re2O7  +  2O(Si(CH3)3)2  → 2(CH3)3SiOReO3
O heptóxido de rênio pode ser reduzido a temperaturas mais altas por hidrogênio ou monóxido de carbono para dióxido de rênio e, eventualmente, para rênio metálico.
Re
2O
7 + 3H
2 —> 2ReO
2 + 3H
2O
ReO
2 + 2H
2 —> Re + 2H
2O
Re
2O
7 + 3CO —> 2ReO
2 + 3CO
2
ReO
2 + 2CO —> Re + 2CO
2

## Aplicações
Re
2O
7
 é o composto de partida para o preparo de todos os demais compostos químicos de rênio.
É um catalisador para a conversão de dióxido de enxofre em trióxido de enxofre e de ácido nitroso em ácido nítrico.
O heptóxido de rênio é um eficiente catalisador no processo de metátese de alcenos, sendo o único catalisador que pode trabalhar eficientemente à temperatura ambiente. Catalisadores heterogêneos à base de Re
2O
7
 geralmente são suportados sobre um substrato de alumina mesoporosa ordenada. É um catalisador empregado na produção de derivados importantes da indústria petroquímica, como a gasolina azul.